# Pecze Károly
Pecze Károly, Karol Pecze (Kassa, 1946. február 7. –) szlovákiai magyar labdarúgóedző.
Családjával nyolcévesen költözött Szepsibe. Itt kezdett el futballozni. 17 évesen a felnőtt csapat tagja volt. Ezután a pozsonyi Inter játékosa lett. Egy betegség miatt be kellett fejeznie a profi pályafutását. Később a harmadosztályú pozsonyi Trnávka játékosa volt. Még aktív játékosként az ifi csapat edzője lett. 
1973-ban a pozsonyi Testnevelési Főiskolán szerzett diplomát. Néhány év múlva a Trnávka első csapatának trénere lett. Ezután a másodosztályú MŠK Žilina edzőjének nevezték ki, majd a Slovan Bratislava másodedzője lett Michal Vičan mellett. Később ugyanott vezetőedző volt. 1984-től a Dunaszerdahely csapatát irányította. A DAC-cal feljutott az első osztályba, 1987-ben csehszlovák kupát nyert és a KEK-ben indulhatott, később az UEFA-kupában szerepelt.